# Associazione Calcio Lanerossi Vicenza 1959-1960
Questa voce raccoglie le informazioni riguardanti l'Associazione Calcio Lanerossi Vicenza nelle competizioni ufficiali della stagione 1959-1960.

## Rosa
| N. |                    | Ruolo | Calciatore           |
| -- | ------------------ | ----- | -------------------- |
|    | Italia (bandiera)  | P     | Pietro Battara       |
|    | Italia (bandiera)  | P     | Alessandro Bazzoni   |
|    | Italia (bandiera)  | D     | Guglielmo Burelli    |
|    | Italia (bandiera)  | D     | Giulio Savoini       |
|    | Italia (bandiera)  | D     | Dino Panzanato       |
|    | Italia (bandiera)  | D     | Giancarlo Capucci    |
|    | Italia (bandiera)  | C     | Giobatta Zoppelletto |
|    | Italia (bandiera)  | C     | Giorgio De Marchi    |
|    | Uruguay (bandiera) | C     | Roberto Leopardi     |
|    | Italia (bandiera)  | C     | Luigi Traverso       |

| N. |                   | Ruolo | Calciatore         |
| -- | ----------------- | ----- | ------------------ |
|    | Italia (bandiera) | A     | Luigi Menti        |
|    | Italia (bandiera) | A     | Oliviero Conti     |
|    | Italia (bandiera) | A     | Renzo Cappellaro   |
|    | Italia (bandiera) | A     | Giancarlo Fusato   |
|    | Italia (bandiera) | A     | Marcello Agnoletto |
|    | Italia (bandiera) | A     | Giulio Bonafin     |
|    | Italia (bandiera) | A     | Ferdinando Baston  |
|    | Italia (bandiera) | A     | Giuseppe Brognoli  |
|    | Italia (bandiera) | A     | Valentino Sardei   |

## Risultati

### Serie A

#### Girone di andata
| 20 settembre 1959 1ª giornata | Juventus | 4 – 1 | Lanerossi Vicenza |  |

| 27 settembre 1959 2ª giornata | SPAL | 2 – 1 | Lanerossi Vicenza |  |

| 4 ottobre 1959 3ª giornata | Lanerossi Vicenza | 1 – 2 | Milan |  |

| 11 ottobre 1959 4ª giornata | Lazio | 2 – 1 | Lanerossi Vicenza |  |

| 18 ottobre 1959 5ª giornata | Lanerossi Vicenza | 1 – 0 | Padova |  |

| 25 ottobre 1959 6ª giornata | Genoa | 0 – 2 | Lanerossi Vicenza |  |

| 8 novembre 1959 7ª giornata | Lanerossi Vicenza | 0 – 0 | Alessandria |  |

| 15 novembre 1959 8ª giornata | Napoli | 3 – 1 | Lanerossi Vicenza |  |

| 22 novembre 1959 9ª giornata | Lanerossi Vicenza | 1 – 1 | Fiorentina |  |

| 6 dicembre 1959 10ª giornata | Bari | 0 – 0 | Lanerossi Vicenza |  |

| 13 dicembre 1959 11ª giornata | Bologna | 0 – 1 | Lanerossi Vicenza |  |

| 20 dicembre 1959 12ª giornata | Lanerossi Vicenza | 0 – 2 | Inter |  |

| 27 dicembre 1959 13ª giornata | Lanerossi Vicenza | 1 – 0 | Atalanta |  |

| 10 gennaio 1960 14ª giornata | Roma | 3 – 1 | Lanerossi Vicenza |  |

| 17 gennaio 1960 15ª giornata | Lanerossi Vicenza | 3 – 0 | Palermo |  |

| 24 gennaio 1960 16ª giornata | Udinese | 2 – 2 | Lanerossi Vicenza |  |

| 31 gennaio 1960 17ª giornata | Lanerossi Vicenza | 2 – 0 | Sampdoria |  |

#### Girone di ritorno
| 7 febbraio 1960 18ª giornata | Lanerossi Vicenza | 1 – 2 | Juventus |  |

| 14 febbraio 1960 19ª giornata | Lanerossi Vicenza | 3 – 1 | SPAL |  |

| 21 febbraio 1960 20ª giornata | Milan | 2 – 0 | Lanerossi Vicenza |  |

| 28 febbraio 1960 21ª giornata | Lanerossi Vicenza | 3 – 2 | Lazio |  |

| 6 marzo 1960 22ª giornata | Padova | 2 – 1 | Lanerossi Vicenza |  |

| 20 marzo 1960 23ª giornata | Lanerossi Vicenza | 1 – 0 | Genoa |  |

| 27 marzo 1960 24ª giornata | Alessandria | 3 – 1 | Lanerossi Vicenza |  |

| 3 aprile 1960 25ª giornata | Lanerossi Vicenza | 0 – 0 | Napoli |  |

| 10 aprile 1960 26ª giornata | Fiorentina | 0 – 0 | Lanerossi Vicenza |  |

| 17 aprile 1960 27ª giornata | Lanerossi Vicenza | 0 – 0 | Bari |  |

| 24 aprile 1960 28ª giornata | Lanerossi Vicenza | 1 – 1 | Bologna |  |

| 1 maggio 1960 29ª giornata | Inter | 4 – 0 | Lanerossi Vicenza |  |

| 8 maggio 1960 30ª giornata | Atalanta | 1 – 1 | Lanerossi Vicenza |  |

| 15 maggio 1960 31ª giornata | Lanerossi Vicenza | 5 – 0 | Roma |  |

| 22 maggio 1960 32ª giornata | Palermo | 1 – 0 | Lanerossi Vicenza |  |

| 29 maggio 1960 33ª giornata | Lanerossi Vicenza | 1 – 0 | Udinese |  |

| 5 giugno 1960 34ª giornata | Sampdoria | 2 – 2 | Lanerossi Vicenza |  |

## Statistiche

### Statistiche di squadra
| Competizione | Punti | In casa | In casa | In casa | In casa | In casa | In casa | In trasferta | In trasferta | In trasferta | In trasferta | In trasferta | In trasferta | Totale | Totale | Totale | Totale | Totale | Totale | DR |
| Competizione | Punti | G       | V       | N       | P       | Gf      | Gs      | G            | V            | N            | P            | Gf           | Gs           | G      | V      | N      | P      | Gf     | Gs     | DR |
| ------------ | ----- | ------- | ------- | ------- | ------- | ------- | ------- | ------------ | ------------ | ------------ | ------------ | ------------ | ------------ | ------ | ------ | ------ | ------ | ------ | ------ | -- |
| Serie A      | 32    | 17      | 9       | 5       | 3       | 24      | 11      | 17           | 2            | 5            | 10           | 15           | 31           | 34     | 11     | 10     | 13     | 39     | 42     | -3 |
| Coppa Italia |       | 1       | 1       | 0       | 0       | 1       | 0       | 1            | 0            | 0            | 1            | 0            | 1            | 2      | 1      | 0      | 1      | 1      | 1      | 0  |
| Totale       |       | 18      | 10      | 5       | 3       | 25      | 11      | 18           | 2            | 5            | 11           | 15           | 32           | 36     | 12     | 10     | 14     | 40     | 43     | -3 |

### Statistiche dei giocatori
| Giocatore      | Serie A  | Serie A | Coppa Italia | Coppa Italia | Totale   | Totale |
| Giocatore      | Presenze | Reti    | Presenze     | Reti         | Presenze | Reti   |
| -------------- | -------- | ------- | ------------ | ------------ | -------- | ------ |
| M. Agnoletto   | 15       | 1       | ?            | ?            | 15+      | 1+     |
| F. Baston      | 9        | 0       | ?            | ?            | 9+       | 0+     |
| P. Battara     | 23       | -24     | ?            | ?            | 23+      | -24+   |
| A. Bazzoni     | 11       | -18     | ?            | ?            | 11+      | -18+   |
| G. Bonafin     | 12       | 5       | ?            | ?            | 12+      | 5+     |
| G. Brognoli    | 5        | 0       | ?            | ?            | 5+       | 0+     |
| G. Burelli     | 33       | 0       | ?            | ?            | 33+      | 0+     |
| R. Cappellaro  | 25       | 8       | ?            | ?            | 25+      | 8+     |
| G. Capucci     | 12       | 0       | ?            | ?            | 12+      | 0+     |
| O. Conti       | 27       | 11      | ?            | ?            | 27+      | 11+    |
| G. De Marchi   | 32       | 0       | ?            | ?            | 32+      | 0+     |
| G. Fusato      | 16       | 1       | ?            | ?            | 16+      | 1+     |
| R. Leopardi    | 21       | 2       | ?            | ?            | 21+      | 2+     |
| L. Menti (IV)  | 31       | 2       | ?            | ?            | 31+      | 2+     |
| D. Panzanato   | 24       | 0       | ?            | ?            | 24+      | 0+     |
| V. Sardei      | 1        | 0       | ?            | ?            | 1+       | 0+     |
| G. Savoini     | 32       | 5       | ?            | ?            | 32+      | 5+     |
| L. Traverso    | 13       | 2       | ?            | ?            | 13+      | 2+     |
| G. Zoppelletto | 32       | 1       | ?            | ?            | 32+      | 1+     |